# Zabijalnik žebljev
Zabijalnik žebljev oz. pištola za žeblje (ang. nail gun, nailgun ali nailer) je mehanska naprava, ki nadomesti ročno zabijanje žebljev s kladivom. Pištole lahko poganja električni motor z vzmetjo, pnevmatski motor, lahko pa tudi eksplozivni plin (butan ali propan) ali pa eksplozivni material. Slednji se uporablja za zelo trde materiale. 
Zabijalniki so hitrejši kot ročno zabijanje, operater lahko zabije 40-60 žebljev v minuti. Magazin ima lahko do 400-600 žebljev. So pa te naprave bolj nevarne. Zabijalniki so precej bolj popularni v ZDA, kot npr. Evropi.

## Galerija
- Pnevmatski zabijalnik
- Brezžični zabijalnik, ki uporablja eksplozivno mešanico za zabijanje
- Glava zabijalnika
- Magazin z žeblji
- Nails also come in coils. These "nailscrews" are an unusual product.
- Eksplozivni nabaoji za zabijalnike
- Nesreča pri delu